# 헤라르도 토라도
헤라르도 토라도 디에스 데 보니야(스페인어: Gerardo Torrado Díez de Bonilla, 1979년 4월 30일, 멕시코 시 ~ )는 멕시코의 전 축구 선수로, 포지션은 미드필더이다.

## 같이 보기
- A매치 100경기 이상 출전한 축구 선수 명단